# Hendiatris
 (janvier 2021).
La mise en forme du texte ne suit pas les recommandations de Wikipédia : il faut le « wikifier ».
Les points d'amélioration suivants sont les cas les plus fréquents. Le détail des points à revoir est peut-être précisé sur la page de discussion.
- Les titres sont pré-formatés par le logiciel. Ils ne sont ni en capitales, ni en gras.
- Le texte ne doit pas être écrit en capitales (les noms de famille non plus), ni en gras, ni en italique, ni en « petit »…
- Le gras n'est utilisé que pour surligner le titre de l'article dans l'introduction, une seule fois.
- L'italique est rarement utilisé : mots en langue étrangère, titres d'œuvres, noms de bateaux, etc.
- Les citations ne sont pas en italique mais en corps de texte normal. Elles sont entourées par des guillemets français : « et ».
- Les listes à puces sont à éviter, des paragraphes rédigés étant largement préférés. Les tableaux sont à réserver à la présentation de données structurées (résultats, etc.).
- Les appels de note de bas de page (petits chiffres en exposant, introduits par l'outil «  Source ») sont à placer entre la fin de phrase et le point final[comme ça].
- Les liens internes (vers d'autres articles de Wikipédia) sont à choisir avec parcimonie. Créez des liens vers des articles approfondissant le sujet. Les termes génériques sans rapport avec le sujet sont à éviter, ainsi que les répétitions de liens vers un même terme.
- Les liens externes sont à placer uniquement dans une section « Liens externes », à la fin de l'article. Ces liens sont à choisir avec parcimonie suivant les règles définies. Si un lien sert de source à l'article, son insertion dans le texte est à faire par les notes de bas de page.
- La présentation des références doit suivre les conventions bibliographiques. Il est recommandé d'utiliser les modèles {{Ouvrage}}, {{Chapitre}}, {{Article}}, {{Lien web}} et/ou {{Bibliographie}}. Le mode d'édition visuel peut mettre en forme automatiquement les références.
- Insérer une infobox (cadre d'informations à droite) n'est pas obligatoire pour parachever la mise en page.

Pour une aide détaillée, merci de consulter Aide:Wikification.
Si vous pensez que ces points ont été résolus, vous pouvez retirer ce bandeau et améliorer la mise en forme d'un autre article.
 (janvier 2021).
Le contenu est difficilement compréhensible vu les erreurs de traduction, qui sont peut-être dues à l'utilisation d'un logiciel de traduction automatique.
Hendiatris (du grec ancien : ἓν διὰ τρεῖς, hen dia treis, « un à trois ») (prononcé /hɛnˈdaɪətɹɨs/ ) est une figure de style, dans laquelle trois mots sont utilisés pour exprimer une idée afin de les mettre en valeur,. L'expression Veni, vidi, vici en est un exemple.
Une devise tripartite est le terme français conventionnel désignant une devise, un slogan ou une phrase publicitaire sous la forme d'un hendiatris. Quelques exemples bien connus sont Veni, vidi, vici de Jules César (un exemple de tricolon ), la devise de la République française : Liberté, Égalité, Fraternité, ou encore « plus vite, plus haut, plus fort », l'ancienne devise olympique.
Si les unités impliquées ne sont pas des mots isolés, et si elles ne sont en aucun cas des synonymes, mais plutôt contournent l'idée exprimée, la figure peut être décrite plus correctement, plus précisément et succinctement comme une triade[réf. nécessaire] .

## Dans le monde antique et classique
Dans l'enseignement rhétorique, de telles triples itérations ont marqué le rythme classique du style cicéronien, caractérisé par les triples questions rhétoriques de son premier discours contre Catiline :

« Quo usque tandem abutere, Catilina, patientia nostra? quamdiu etiam furor iste tuus nos eludet? quem ad finem sese effrenata jactabit audacia? 

Jusqu'à quand abuserez-vous de notre patience, Catiline ? Pendant combien de temps cette folie qui est la vôtre se moquera-t-elle de nous ? Dans quel but votre audace débridée se remettra-t-elle ? »

Dans la Grèce antique et à Rome, des abstractions telles que la liberté et la justice étaient théologisées (cf. triple divinité ). Par conséquent, les premières devises tripartites sont des listes de noms de déesses : Eunomia, Dike et Eirene . Ces déesses grecques tardives, respectivement le Bon Ordre, la Justice et la Paix, étaient collectivement appelées par les Romains les Horae . Les Romains avaient Concordia, Salus et Pax, appelés collectivement les Fortunae . Leurs nom signifient Harmonie, Santé et Paix .
- « Pleure Dieu pour Harry, l'Angleterre et Saint George » (Henry V)
- « Amis, Romains, compatriotes, prêtez-moi vos oreilles » (Jules César)
- « Soyez sanglant, audacieux et résolu »  (Macbeth)
- « Aimez tout le monde, faites confiance à quelques-uns. Ne faites de mal à personne. » (Tout est bien qui finit bien)
- « Servez Dieu, aimez-moi et réparez. » (Beaucoup de bruit pour rien)

## Depuis la Renaissance et les Lumières
À partir du XVIIIe siècle, la devise tripartite était avant tout politique. La vie, la liberté et la propriété de John Locke a été adaptée par Thomas Jefferson lorsqu'il a écrit la Déclaration d'indépendance des États-Unis sur la vie, la liberté et la poursuite du bonheur, qui est devenue l'équivalent américain de la triade française énumérée ci-dessus.
La devise initiale carliste était Dieu, Pays, Roi .
Les sociétés dialectiques et philanthropiques de l'université de Caroline du Nord maintiennent également ces devises tripartites. La devise de la Société philanthropique est Virtus, Libertas, et Scientia « Vertu, Liberté et Connaissance » et la devise commune du Sénat est Ad Virtutem, Libertatem, Scientiamque « Vers la vertu, la liberté et la connaissance ».

## Usages modernes
Un usage canadien est la paix, l'ordre et le bon gouvernement, qui figuraient à l'origine dans la Constitution canadienne de 1867. Il est resté, à ce jour, un élément essentiel de l'identité canadienne.
« Il nous faut de l'audace, encore de l'audace, toujours de l'audace ! » « Nous devons être audacieux, et à nouveau audacieux, et toujours audacieux ! » Georges Danton.
Lénine et les bolcheviks ont adopté une devise tripartite pour la révolution russe : мир, земля, и хлеб, « Paix, terre et pain ». Pendant le New Deal, les projets de Franklin Delano Roosevelt ont été résumés comme Relief, Recovery and Reform, traduisible par « soulagement, récupération et réforme ».
La formulation hendiatris a été utilisée par les partis fascistes : Le parti fasciste en Italie : Credere! Obbedire! Combattere! « Croyez ! Obéit ! Bats toi ! » ; le parti nazi : Ein Volk ! Ein Reich ! Ein Führer ! « Une personne ! Un état ! Un chef ! » ; et le fasciste espagnol : Una, Grande y Libre « Unitaire, grand et libre ».
La devise moderne de l'Allemagne : « Einigkeit und Recht und Freiheit » (Unité, Justice et Liberté) est inscrite sur le côté des pièces en euros allemandes, comme sur les pièces de Deutsche Mark .
Pendant l'occupation allemande de la France, le régime de Vichy a remplacé la devise de la République par Travail, Famille, Patrie.
Donné par Muhammad Ali Jinnah, fondateur du Pakistan, « foi, unité, discipline » (Ourdou : ایمان ، اتحاد ، نظم) est la devise nationale du Pakistan.
Ces mnémoniques ont également attiré la suspicion de penseurs plus nuancés ; dans le roman de George Orwell Nineteen Eighty-Four, le régime totalitaire du roman a utilisé « La guerre est la paix, la liberté est l'esclavage, l'ignorance est la force » pour exhorter les sujets d'Océanie à craindre toute opportunité apparente d'agence personnelle.
La devise du gouvernement national réorganisé de la république de Chine, un régime fantoche japonais, était « Paix, anticommunisme, construction nationale ».
La révolution des Œillets de 1974 au Portugal visait trois objectifs immédiats : « Descolonização, Democratização, Desenvolvimento » « décolonisation, démocratisation, développement ».
Le Federal Bureau of Investigation des États -Unis a une devise initiale : « Fidelity, Bravery, Integrity », tandis que l'Académie militaire des États-Unis à West Point a « Devoir, honneur, pays ». Ce concept a été étendu à la liste des valeurs fondamentales des forces armées américaines, telles que « Honneur, courage, engagement » de la Marine et « Honneur, respect, dévotion au devoir » de la Garde côtière.
L'université Notre-Dame-du-Lac a adopté « Dieu, pays, Notre-Dame » comme devise informelle. La phrase est apparue pour la première fois sur le mémorial de la Première Guerre mondiale situé sur le portique Est de la basilique.

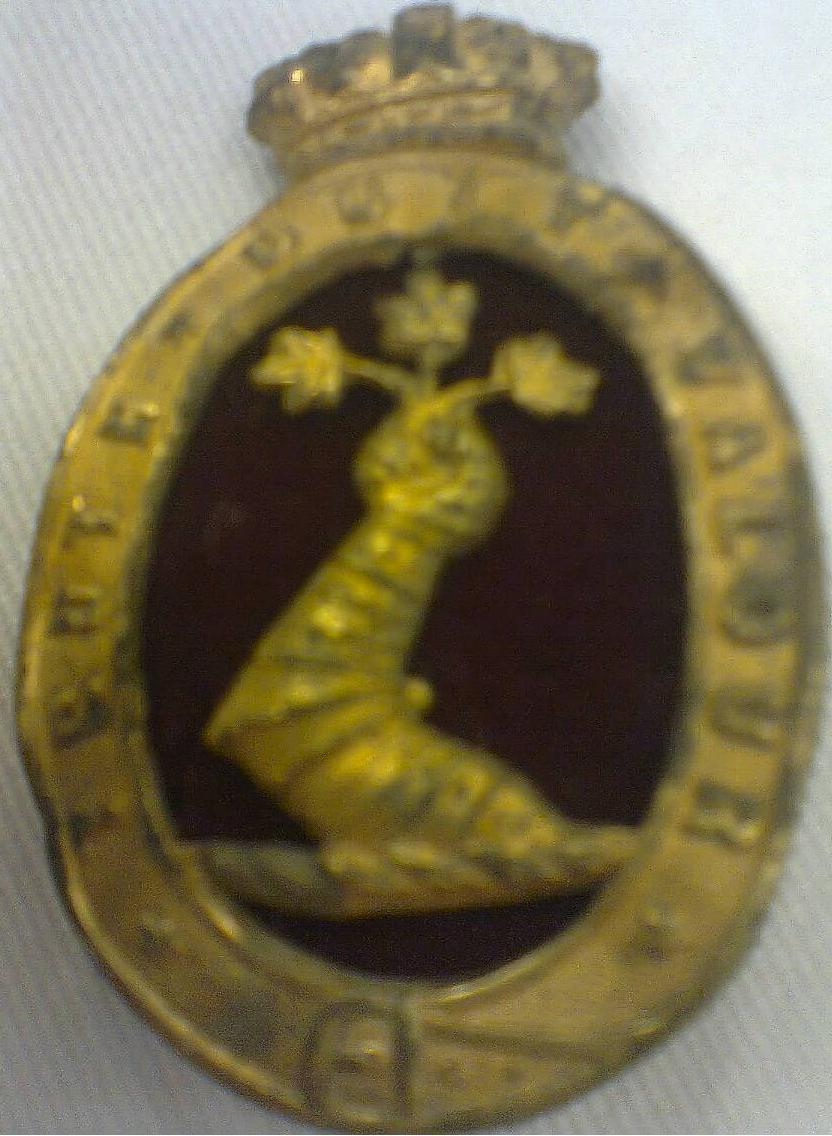
Épinglette de l'époque victorienne en velours doré et rouge du Collège militaire royal du Canada (« Vérité, devoir, bravoure »)

Le Collège militaire royal du Canada a suivi la devise tripartite « Vérité, devoir, bravoure » depuis la fondation de l'université en 1876. Cette devise a été élargie aux valeurs fondamentales des Forces canadiennes.
Très souvent, les triples devises découlent d'une tournure oratoire dans un discours ; par exemple Abraham Lincoln « du peuple, par le peuple, pour le peuple » dans son discours de Gettysburg et « Ségrégation maintenant, ségrégation demain, ségrégation pour toujours » dans le discours inaugural de George Wallace en 1963 .
Ceux-ci sont communs dans toute la civilisation occidentale, mais apparaissent également dans d'autres cultures. Les Japonais ont déclaré pendant leurs années de prospérité, que les immigrants illégaux effectuaient le travail qui était Kiken, Kitsui, Kitanai, ou « dangereux, difficile, (et / ou) sale ». Les partis dravidiens du sud de l'Inde utilisent la devise « devoir, dignité et discipline » (en tamoul : கடமை, கண்ணியம், கட்டுப்பாடு ). Les partisans de la réforme sociale Mandingues et de l'éducation de la langue N'Ko en Afrique de l'Ouest utilisent la devise hendiatris : « être avertis, travailler, être juste » (N'Ko, kà kólɔn, kà báara, kà télen).
L'hendiatris est si connue qu'elle peut être déviée ou parodiée, comme dans les trois conditions requises de l'immobilier (« Location, Location, Location »), et de même avec Tony Blair énonçant ses priorités en tant que leader politique : « l'éducation, l'éducation et éducation ».
Dans la société allemande, la devise tripartite Kinder, Küche, Kirche (enfants, cuisine, église) était d'abord un slogan de la fin du XIXe siècle, et est aujourd'hui utilisée de façon sarcastique par les jeunes femmes pour exprimer leur mépris pour leur rôle traditionnel dans la société.
L'une des devises non officielles de l'université de Yale est « Pour Dieu, pour le pays et pour Yale », qui apparaît comme la dernière ligne de l'alma mater de l'université, Bright College Years. L'historien de Yale George W. Pierson a également décrit Yale comme « à la fois une tradition, une société d'érudits, une société d'amis ».
Un slogan patriotique couramment utilisé en Pologne est Bóg, Honor, Ojczyzna (lit. « Dieu, honneur, patrie »).
La devise de l'armée nationale afghane est خدا ، وطن ، وظیفه (lit. « Dieu, patrie, devoir »).
Présenté dans le film culte américain de 2004, 13 Going on 30, avec Jennifer Garner, « Thirty, flirty, and prospiving », est utilisé pour exprimer l'idée d'une prospérité optimiste, à la suite des insécurités courantes auxquelles font face de nombreux jeunes adultes, dans leurs adolescences et leurs jeunesses.
Dans la chanson de Kendrick Lamar « The Recipe », l'hendiatris « les femmes, les mauvaises herbes et le temps » décrit « ce qui représente L.A », selon le Dr Dre, qui apparaît sur la chanson.

## Exemples
- « Vin, femmes et chanson », une phrase de Johann Heinrich Voss (1751–1826), et sa variante moderne « Sex, drogues et rock and roll »
- « Rhum, sodomie et fouet », une caractérisation de la tradition de la Royal Navy attribuée (probablement à tort) à Winston Churchill [6]
- « La vérité, la justice et la manière américaine », les causes pour lesquelles Superman se bat, selon l'ouverture de la série télévisée Adventures of Superman
- « Dieu, mère et tarte aux pommes »[réf. nécessaire]
- « Serrure, crosse et baril » (c'est aussi un mérisme, désignant une chose en énumérant ses parties)
- « Réduire, réutiliser, recycler »
- « Vertu, liberté et indépendance »
- « Citius, Altius, Fortius » (« Plus rapide, plus haut, plus fort ») est l'ancienne devise olympique officielle
- « Or, encens et myrrhe », les dons bibliques des mages
- « En aucun cas, forme ou forme »
- « Métro, boulot, dodo » (métro / métro, travail, sommeil), expression française couramment utilisée pour décrire la triste routine quotidienne des Parisiens qui travaillent, et source de nombreuses expressions imitatives.[réf. nécessaire]
- Women, Fire, and Dangerous Things, le célèbre livre du linguiste cognitif George Lakoff sur la catégorisation et la métaphore
- « Jeu, set et match »
- « Hameçon, ligne et plomb »
- « Foi, espérance et charité »

## Voir également
- Règle de trois (écriture)
- Les trois R
- Idiome à quatre caractères

### Termes connexes
- Hendiadys, un à deux a l'une des parties subordonnées à l'autre
- Tricolon, isocolon de trois parties, avec les parties équivalentes en structure, longueur et rythme
- Mérisme, désignant un tout par une énumération de ses parties
- Triade (homonymie)